# Grbavica (Sarajevo)
Grbavica es un barrio de Sarajevo, al oeste del río Miljacka, en la capital de Bosnia y Herzegovina. Construido durante la administración yugoslava, desde la finalización del sitio de Sarajevo y la guerra de Bosnia, en diciembre de 1995 el barrio se integró oficialmente a la municipalidad de Novo Sarajevo, uno de los cuatro municipios que conforman la ciudad. Está dividido en dos zonas administrativas, Grbavica I y Grbavica II.

## Ocupación durante el sitio de Sarajevo
Grbavica fue uno de los barrios ocupados por las fuerzas serbias durante el sitio de Sarajevo (1992-1995). El Ejército Popular Yugoslavo y el Ejército de la República Srpska se apropiaron de la zona en junio de 1992.
Numerosos testimonios relataron las masacres y violaciones sufridas por la comunidad. El centro comercial de la zona fue convertido por las fuerzas serbobosnias en una prisión de guerra donde torturaron principalmente a ciudadanos bosníacos.
El tramo más afectado del bulevar Mese Selimovica (conocido como Avenida de los Francotiradores, ya que durante el conflicto bélico 225 ciudadanos de Sarajevo murieron bajo las balas de los francotiradores) fue el más cercano a Grbavica.
El paramilitar Veselin Vlahovic, apodado Batko, fue uno de los más conocidos integrantes del grupo Ángeles Blancos, que sembró el terror en el barrio. El llamado «monstruo de Grbavica» fue encontrado culpable de sesenta crímenes de guerra incluyendo robos, asesinatos y ataques sexuales.
El 21 de noviembre de 1995 se firmó en Dayton el Acuerdo de Paz que delimitó internamente Bosnia y Herzegovina en dos entidades, la Federación de Bosnia y Herzegovina y la Republika Srpska. Grbavica quedó bajo control de los bosníacos y fue el último bastión serbobosnio en Sarajevo, quienes dejaron finalmente el barrio en marzo de 1996.
La mayoría de la población serbia abandonó Grbavica y solamente unos 2.000 habitantes permanecieron de los 25 000 que tenía antes de la guerra.

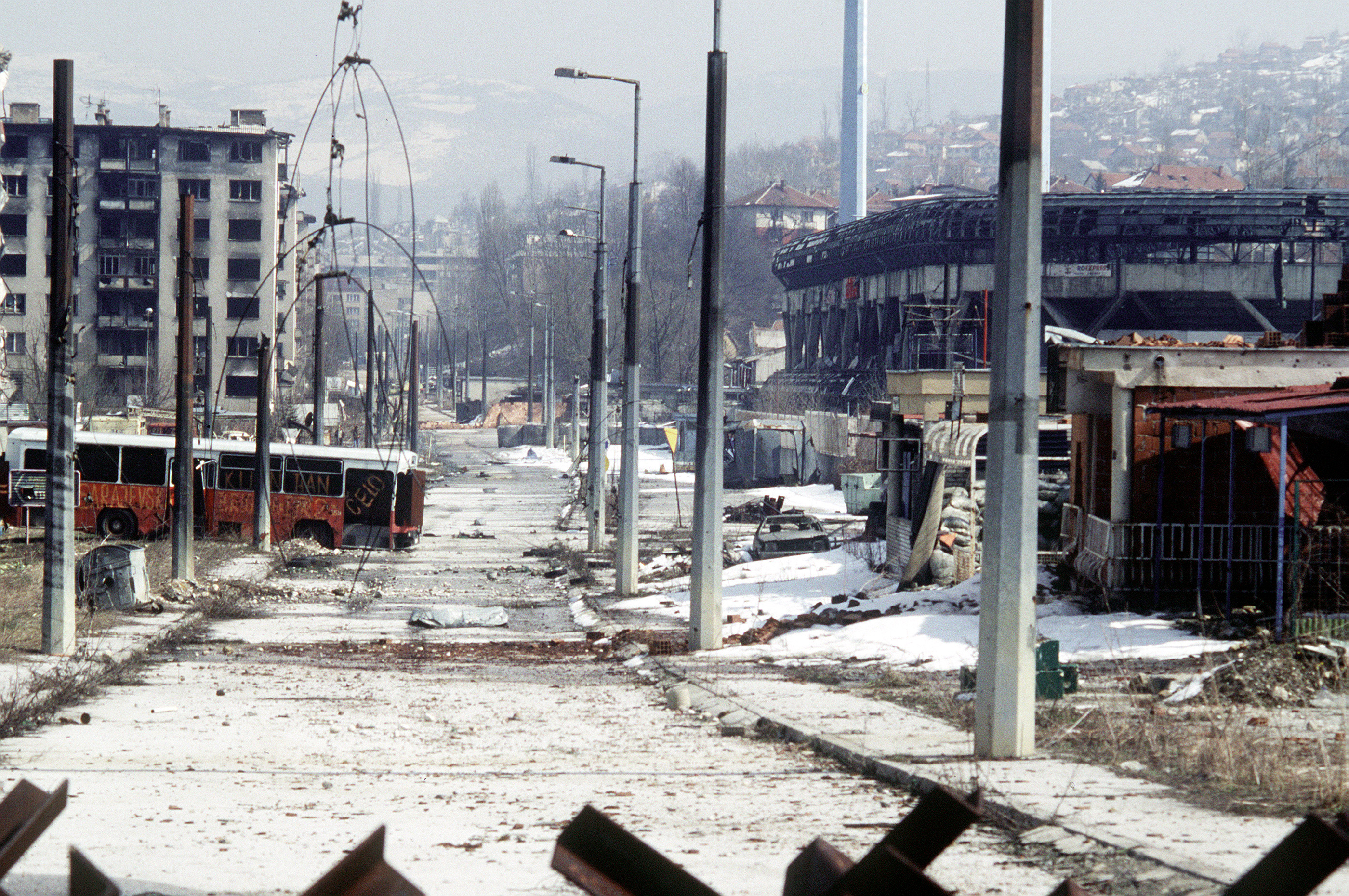
Grbavica en 1996.
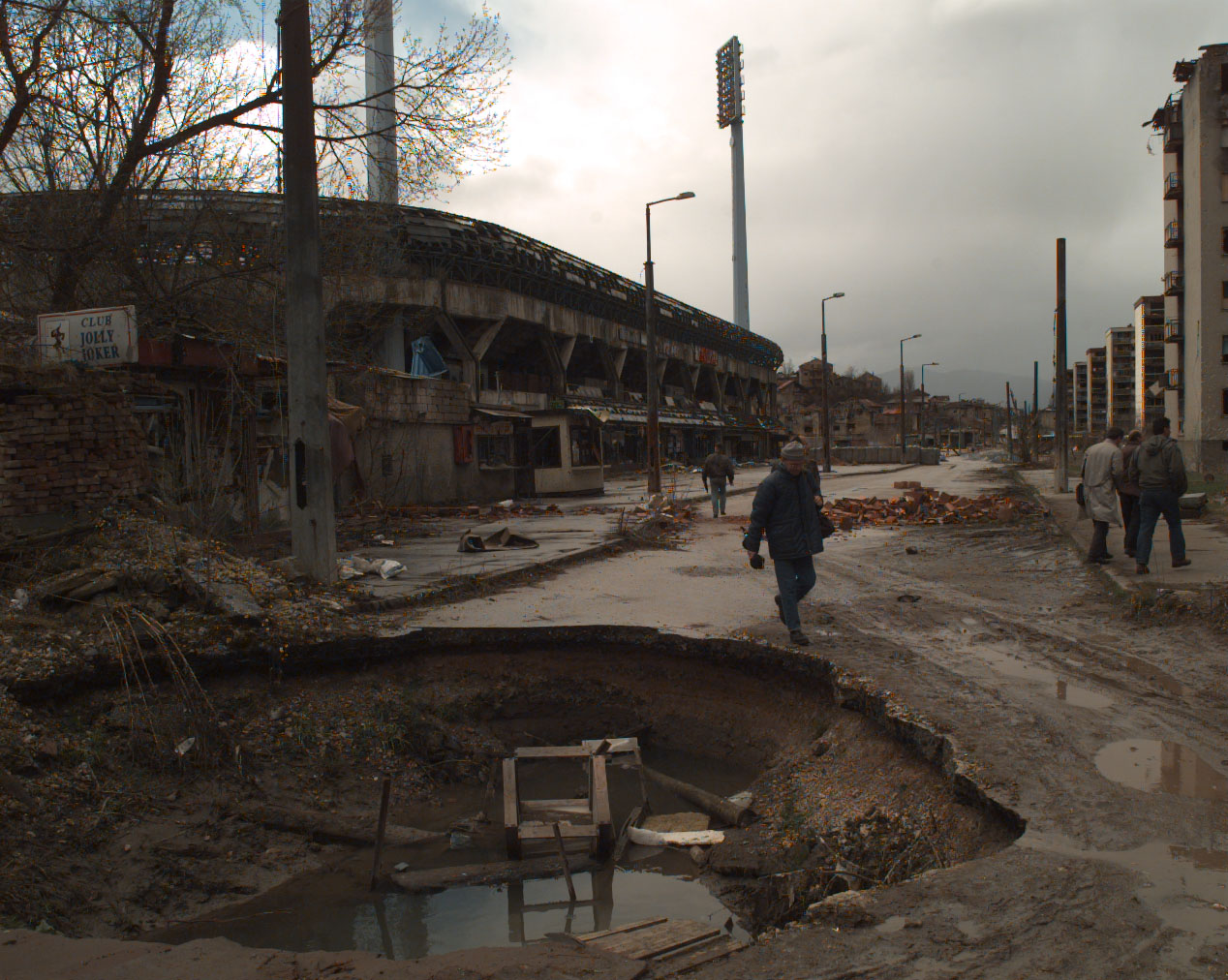
Una calle del barrio en abril 1996.
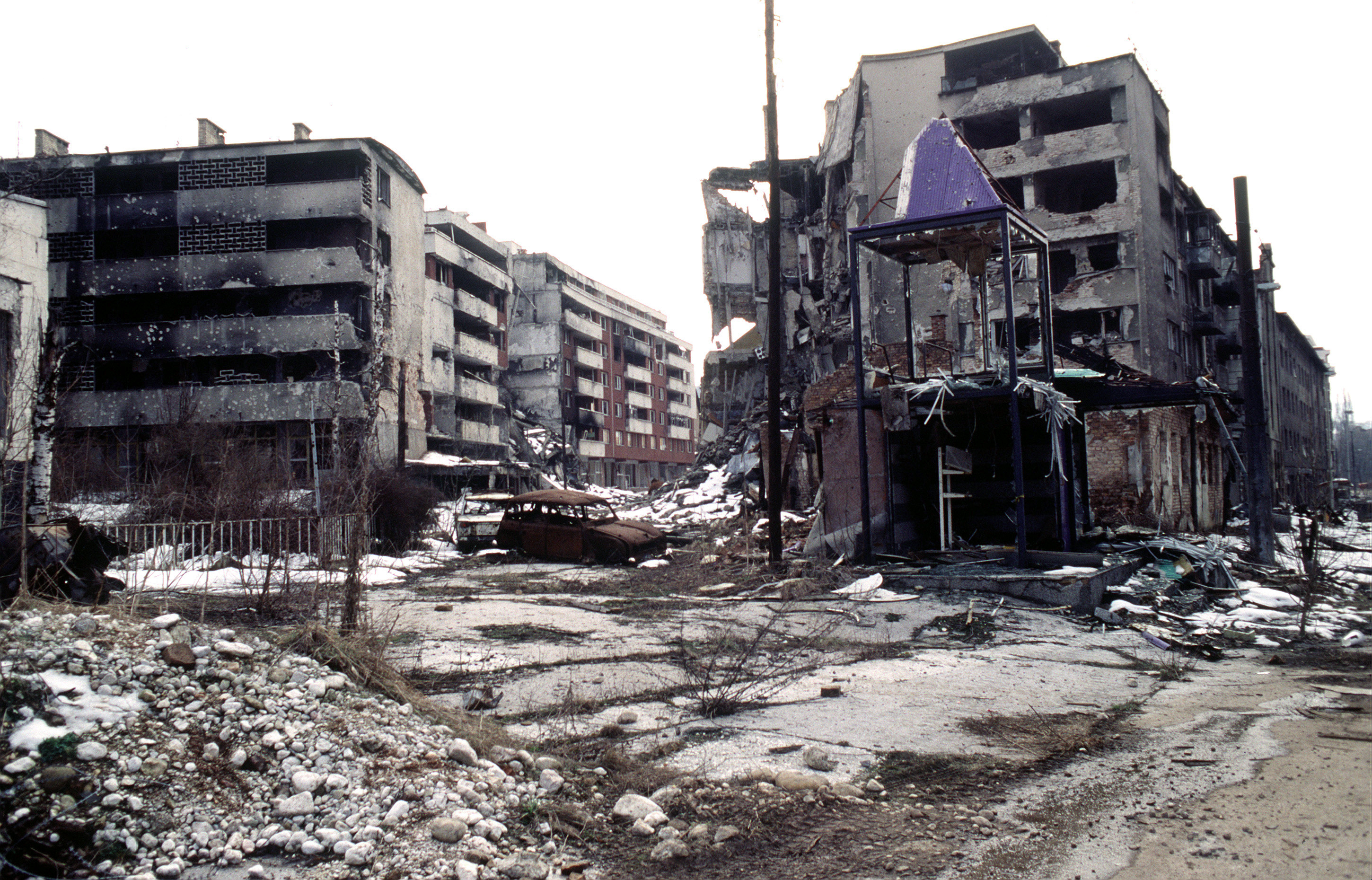
Cerca del puente Vrbanja, 1996.
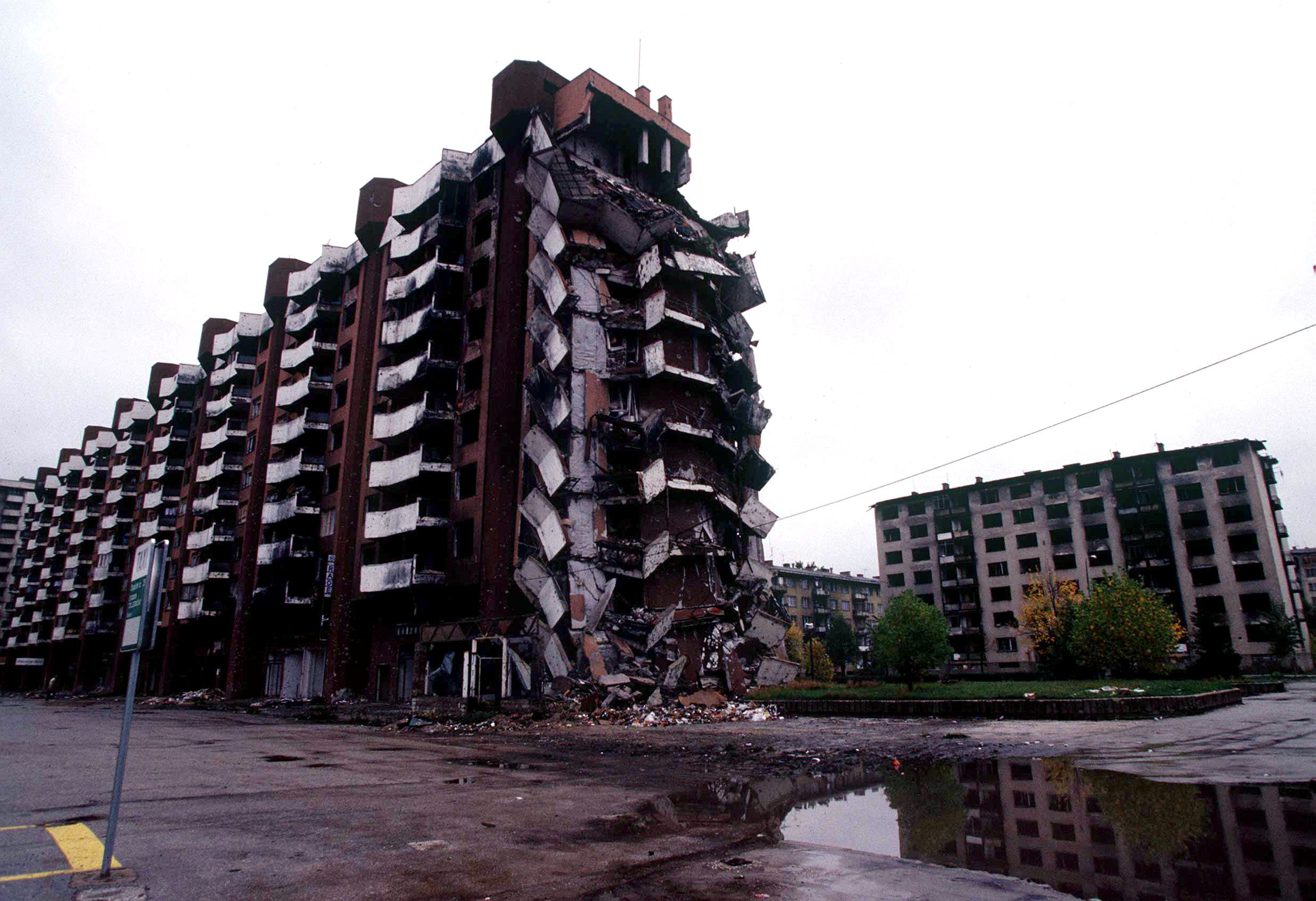
Edificios destruidos en 1996.